# 야마하 XJR1200
야마하 XJR1200(Yamaha XJR1200)은 야마하 발동기에서 제조한 모터사이클이다. 1990년대 초반에 가와사키 제퍼 1100 및 혼다 CB1000과 같이 이미 시장에 나와 있는 고성능 네이키드 바이크와 경쟁하기 위해 설계되었다.

## 같이 보기
- 야마하 모터사이클 목록